# 비련의 공주 엘리자베스
비련의 공주 엘리자베스(Young Bess)는 미국에서 제작된 조지 시드니 감독의 1953년 드라마 영화이다. 진 시몬즈 등이 주연으로 출연하였고 시드니 프랭클린 등이 제작에 참여하였다.

## 출연

### 주연
- 진 시몬즈
- 스튜어트 그레인저
- 데보라 카
- 찰스 로튼

### 조연
- 케이 월쉬
- 가이 롤프
- 캐슬린 바이론
- 세실 켈러웨이
- 렉스 톰슨
- 로버트 아서
- 리오 G. 캐럴
- 노마 바든
- 앨런 네이피어
- 노린 코코란
- 이반 트리에졸트
- 일레인 스튜어트
- 돈 아담스
- 도리스 로이드
- 럼스덴 헤어
- 레스터 매튜스
- 데이빗 케빈디쉬
- 샘 해리스
- 클라이브 모건
- 칼 세시
- 존 셰필드
- 레지날드 셰필드
- 패트릭 화이트
- 이안 울프

## 제작진
- 미술: 세드릭 기븐스
- 미술: 우리 맥클리
- 의상: 월터 플렁킷